# Шир (край)
Шир (англ. shire — край, уділ) — традиційна адміністративна територіальна одиниця у Сполученому королівстві Великої Британії та Північної Ірландії, що виникла в часи англосаксонського завоювання і поширилася на всю територію Англії у Х столітті. Також застосовується в адміністративному поділі штатів і територій Австралії.

## Етимологія
Слово «Шир» протогерманського походження від давньогерманського «Шкіра» (Scira), що застосовується в значенні «округа». Після норманського завоювання на рівні з широм було введено слово графство (county). Шир і графство в територіальоному сенсі є синонімами, одна й та сама територія може називатися і широм, і графством, адміністративно дещо відрізняючись, оскільки шир не потребує графа як голови територіальної одиниці і може бути самоврядним.

## Розповсюдження
У тих регіонах Великої Британії, де вплив норманського завоювання був найменшим (північ), шир домінував над графством до ХІХ століття. Напочатку британської колонізації Північної Америки також існували шири, що вподальшому стали графствами та округами.
В Австралії шир і досі є основною одиницею місцевого самоврядування, крім Південної Австралії та Тасманії.